# Frank Pappajohn
Frank G. Pappajohn (Morgantown (West Virginia), 1962) is een Amerikaans componist en contrabassist.

## Levensloop
Pappajohn studeerde aan de Universiteit van West Virginia in Morgantown en behaalde aldaar zijn Bachelor of Music met lof in de vakken muziektheorie en compositie. Vervolgens studeerde hij aan de Staatsuniversiteit van Memphis in Memphis en behaalde zijn Master of Music als uitvoerend musicus in contrabas. 
Hij werd als contrabassist lid van het Memphis Symphony Orchestra, het "Orkest van de Civic Light Opera" te Pittsburgh en van de West Virginia Symphonette. In 1987 wisselde hij naar de harmonieorkesten van de luchtmacht van de Verenigde Staten. Zo was hij contrabassist van de United States Air Force Band Diplomats, op de Bolling Air Force Base in Washington D.C. en later van de United States Air Force Band eveneens in Washington D.C.. 
Hij werkt ook als arrangeur en componist van het laatstgenoemde orkest. Zo schreef hij bewerkingen van klassieke werken voor harmonieorkest van onder anderen de Concerto for Orchestra No. 1, "Ozorniye chastushki" van Rodion Sjtsjedrin, de Ballet Suite nr. 4, op. 91f van Dmitri Sjostakovitsj en Green Bushes - passacaglia of an British folksong van Percy Aldridge Grainger.

## Composities

### Werken voor harmonieorkest
- Go Tell It On The Mountain
- The Warriors - Music to an Imaginary Ballet (gecomponeerd door Percy Aldridge Grainger)